# Мельников, Кирилл Сергеевич
Кирилл Сергеевич Мельников — российский журналист, аналитик нефтегазовой отрасли, директор по коммуникациям Фонда Мельниченко, бывший корреспондент издания «Коммерсантъ», экс-директор по коммуникациям РФС.

## Биография
Окончил факультет журналистики Московского государственного университета в 2012 году.
В девятом классе начал писать в окружной газете «Молодежь САО». Далее, начиная со школы, писал для «Времени новостей».
Позднее перешёл в ИД «Коммерсант». Пять лет работал в отделе бизнеса газеты. Писал о нефтегазовом секторе.
ТАСС охарактеризовал его, как «одного из ведущих экономических журналистов Коммерсанта».
В 2013 году стал обладателем премии «Человек года» по версии журнала GQ в номинации «Журналист года»:
«…..не давал покоя владельцам естественных ресурсов своими въедливыми расследованиями».
В 2019 был назначен на должность директора по коммуникациям Российского футбольного союза. Покинул организацию в 2021 году.
В ноябре 2021 года основал Центр развития энергетики.

## Список публикаций
- «От «трубопроводной» дипломатии мы явно не отказываемся»: аналитик Мельников о будущем нефтянки в России. Бизнес онлайн (23 марта 2023 года)[11]
- Пути нефти на Восток: как России ускорить переориентацию поставок. ТАСС (29 марта 2023 года)[12]
- Прикрутить вентиль — 2: ОПЕК+ решил сыграть на опережение. ТАСС (4 апреля 2023 года)[13]
- Эксперты считают, что цены на нефть закрепились на отметке выше $80 надолго. ТАСС (14 апреля 2024 года)[14]